# 올리버워티피그
올리버워티피그 또는 민도로위티피그(Sus oliveri)는 멧돼지속에 속하는 작은 우제류의 일종이다. 필리핀 중부의 민도로섬에서 발견된다. 이전에는 필리핀워티피그의 아종으로 간주했다. 과도한 사냥으로 멸종 위기에 처해 있다.

## 같이 보기
- 필리핀워티피그